# Bolet commun
Hortiboletus engelii
Espèce
Statut de conservation UICN

 LC  : Préoccupation mineure
Hortiboletus engelii, le Bolet commun, auparavant Xerocomus communis, est une espèce de champignons (Fungi) basidiomycètes du genre Hortiboletus dans la famille des Boletaceae. Il est caractérisé par la chair à la base de son pied piquetée de petits points orangés à la coupe et son habitat souvent dans les jardins et autres zones herbeuses.

## Taxonomie
Le nom correct complet (avec auteur) de ce taxon est Hortiboletus engelii (Hlaváček) Biketova & Wasser.
L'espèce a été initialement classée dans le genre Boletus sous le basionyme Boletus engelii Hlaváček.

### Synonymes

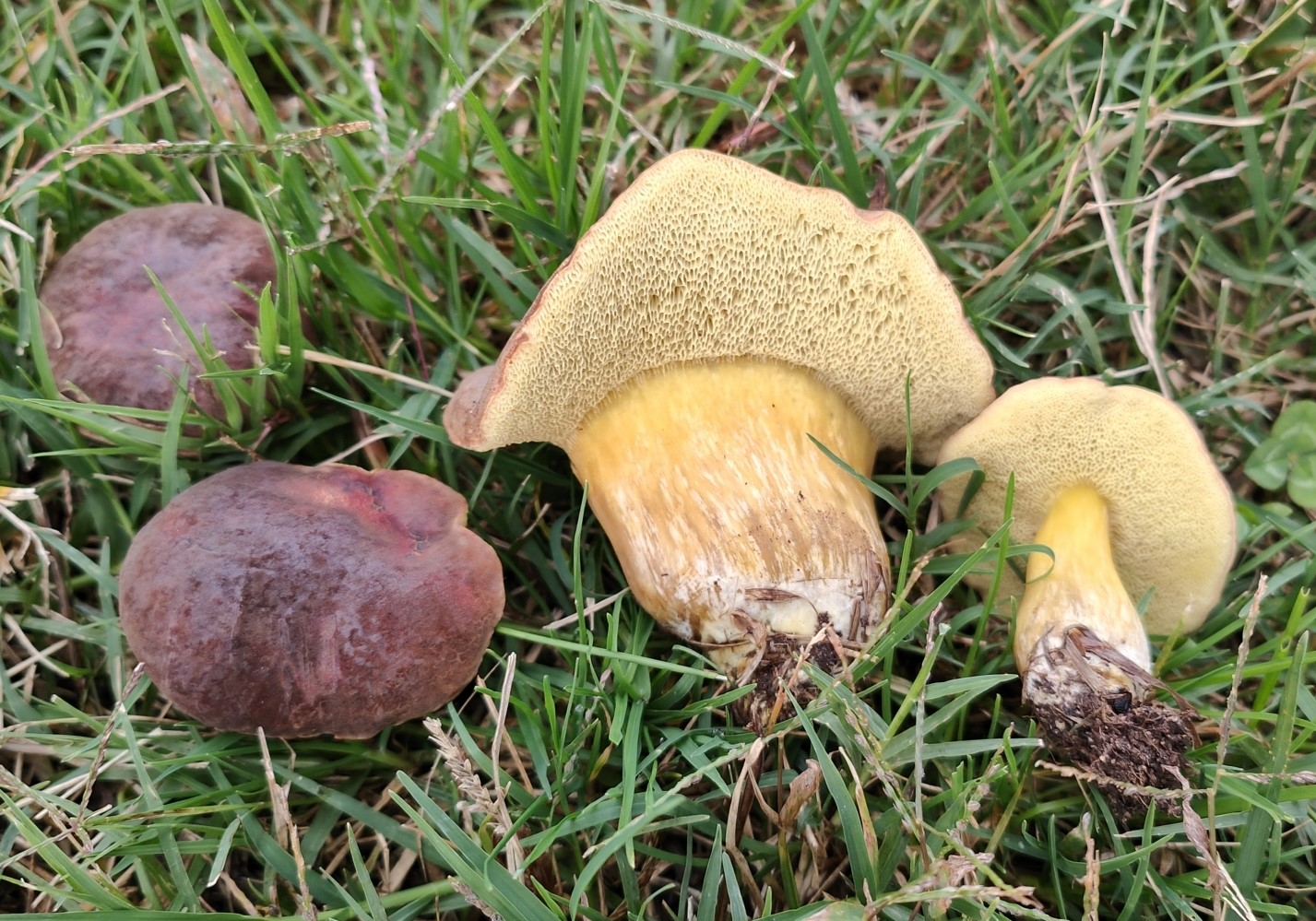
Collection de sporophores de H. engelii en italie.

Hortiboletus engelii a pour synonymes :
- Boletus armeniacus sensu Dennis
- Boletus communis sensu auct.
- Boletus declivitatum (C.Martín) Watling
- Boletus engelii Hlaváček
- Boletus subtomentosus subsp. declivitatum C.Martín
- Xerocomus communis sensu Bon, auct.
- Xerocomellus engelii (Hlaváček) Šutara
- Xerocomus declivitatum (C.Martín) A.E.Hills
- Xerocomus declivitatum (C.Martín) Klofac
- Xerocomus engelii (Hlaváček) Gelardi
- Xerocomus quercinus H.Engel & Brückner

### Étymologie
L'épithète spécifique engelii est en hommage à Heinz Engel, un mycologue Allemand ayant décrit cette espèce sous le nom de Xerocomus quercinus en 1996.
Le nom de genre Hortiboletus (Horti = jardin, boletus = bolet) caractérise la tendance des petits bolets de ce genre à pousser dans les jardins, les parcs, les clairières et autres zones herbeuses, dont Hortiboletus engelii qui est assez commun dans ces milieux.

### Noms vulgaires et vernaculaires
Ce taxon porte en français les noms vernaculaires ou normalisés suivants : Bolet commun, de son ancien nom Xerocomus communis, et Bolet piqueté, en référence à la chair de sa base typiquement piquetée de points orangés caractéristiques.

## Description du sporophore

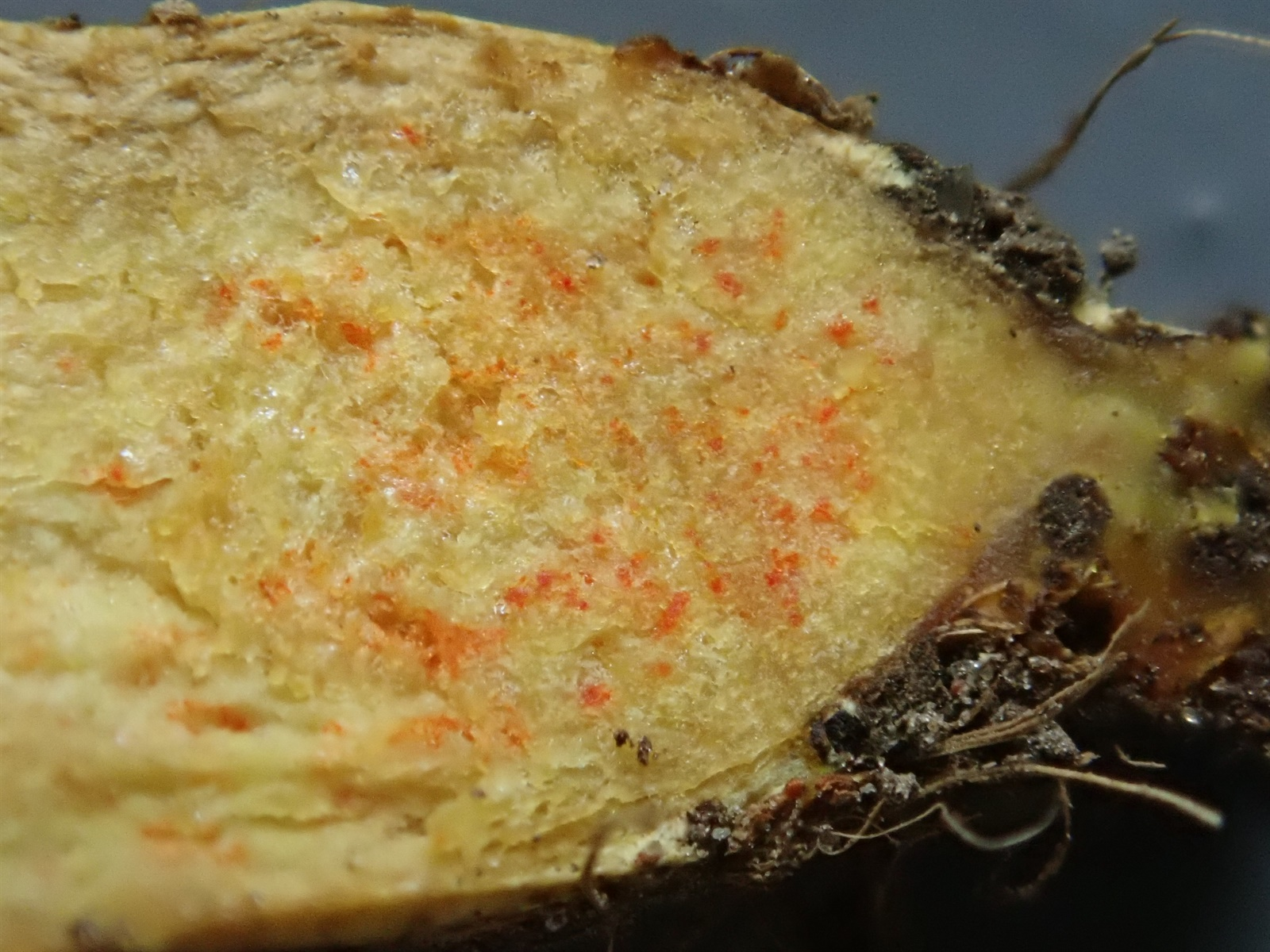
Base du pied piquetée de minuscules points orangés rougeâtres à la coupe. Le critère d'identification principal de l'espèce.

Les bolets sont des champignons dont l'hyménophore à tubes se sépare facilement de la chair du chapeau, avec un pied central assez épais et une chair compacte. Ils ont un chapeau rond devenant convexe à mesure qu’ils vieillissent. Les caractéristiques morphologiques de H. engelii sont les suivantes :
Son chapeau mesure de 3 à 8 cm, il est brun, brun tabac, brun olivâtre, brun ochracé, brun foncé, brun gris, marron gris, marron foncé à noirâtre, parfois rougeâtre,, avec souvent des plages rosâtres ou rougeâtres plus au moins marqués, surtout vers le bord. Il est lisse ou souvent de texture plus au moins ridée, particulièrement lorsqu'il est jeune.
L'hyménophore possède des pores jaunes puis jaune olivâtre terne, un peu bleuissants, concolores aux tubes.
Son stipe mesure 3 à 8 cm x 0,5 à 1,5 cm, il est crème, jaunâtre, jaune à brunâtre, parfois rougeâtre, souvent lavé de rose ou de rouge dilué, rayé de rougeâtre, faiblement, partiellement en entièrement, souvent cylindrique, trapu, parfois obèse ou alors en cône inversé, aminci en allant vers la base, presque radicante ou ornée d'une protubérance radicante,.
La chair est pâle, blanchâtre à jaunâtre, parfois assez jaune dans la base du pied, bleuissant parfois légèrement dans le stipe. Elle est typiquement piquetée de points rouge sang ou rouge orangeâtre à l'extrême du pied. Son mycélium est de couleur blanche, exceptionnellement jaune.

### Caractéristiques microscopiques
Ses spores mesurent 11 à 14 µm x 4,5 à 5,5 µm, elles sont allongées-fusoïdes, lisses.

## Galerie

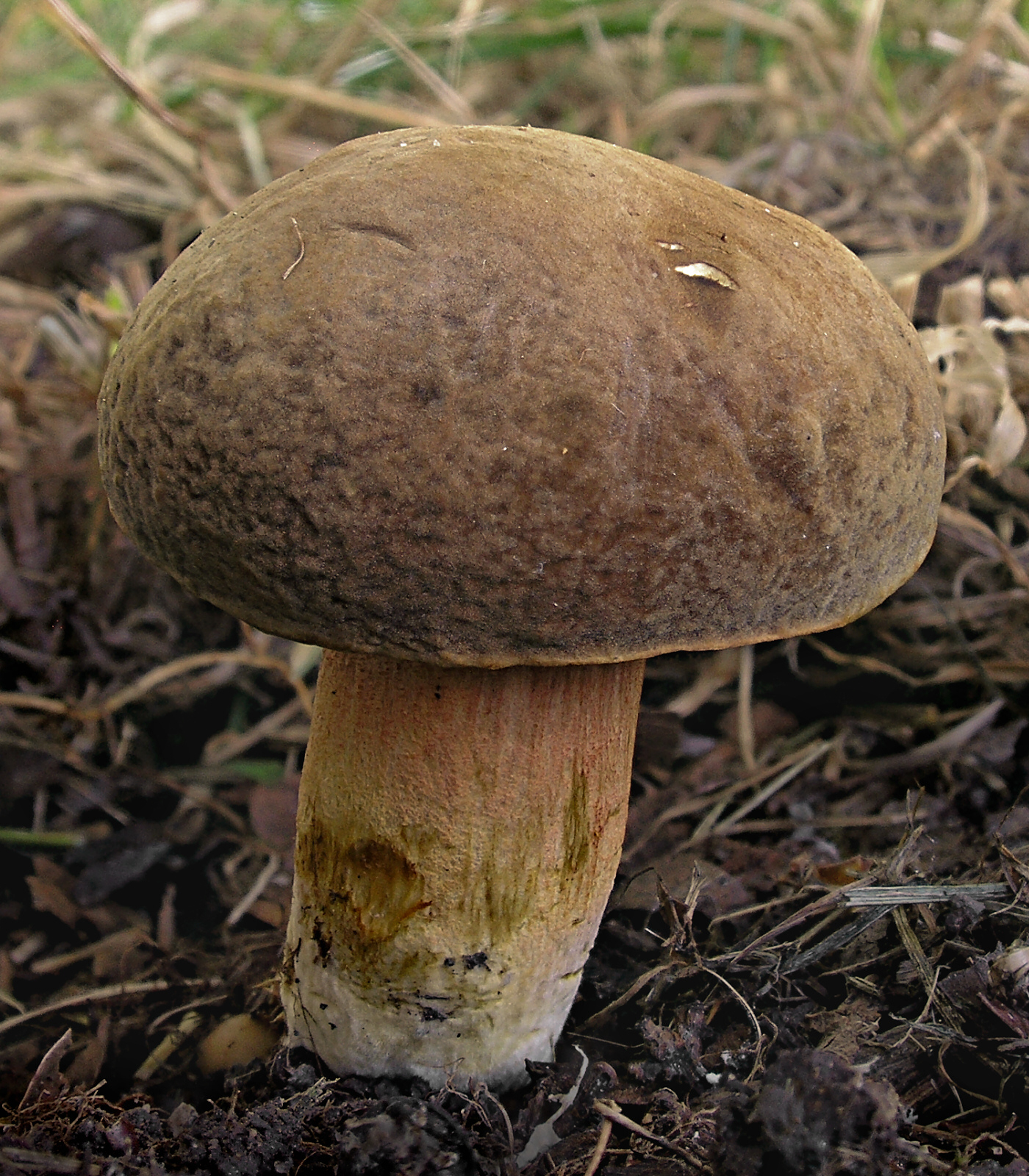
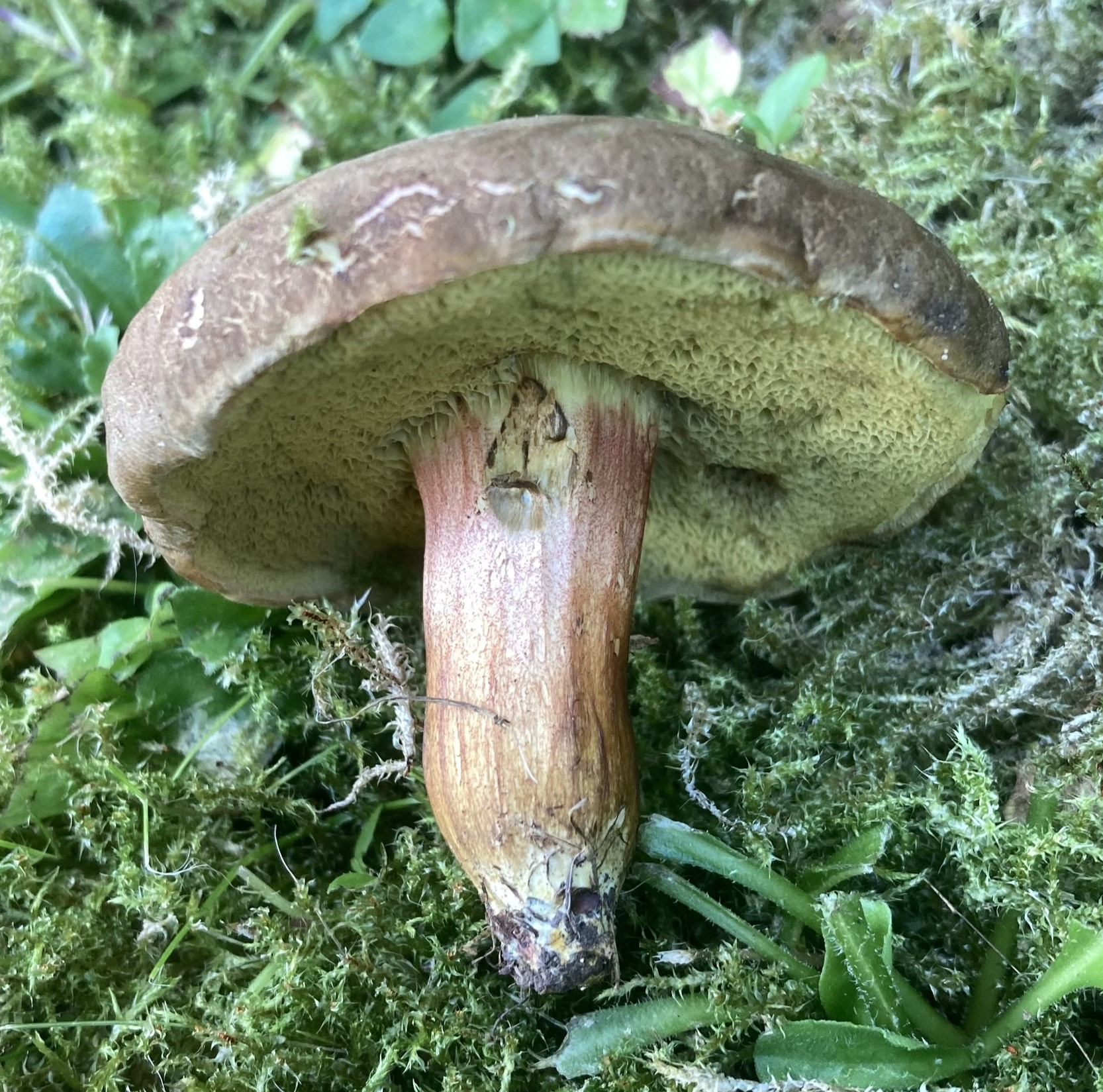
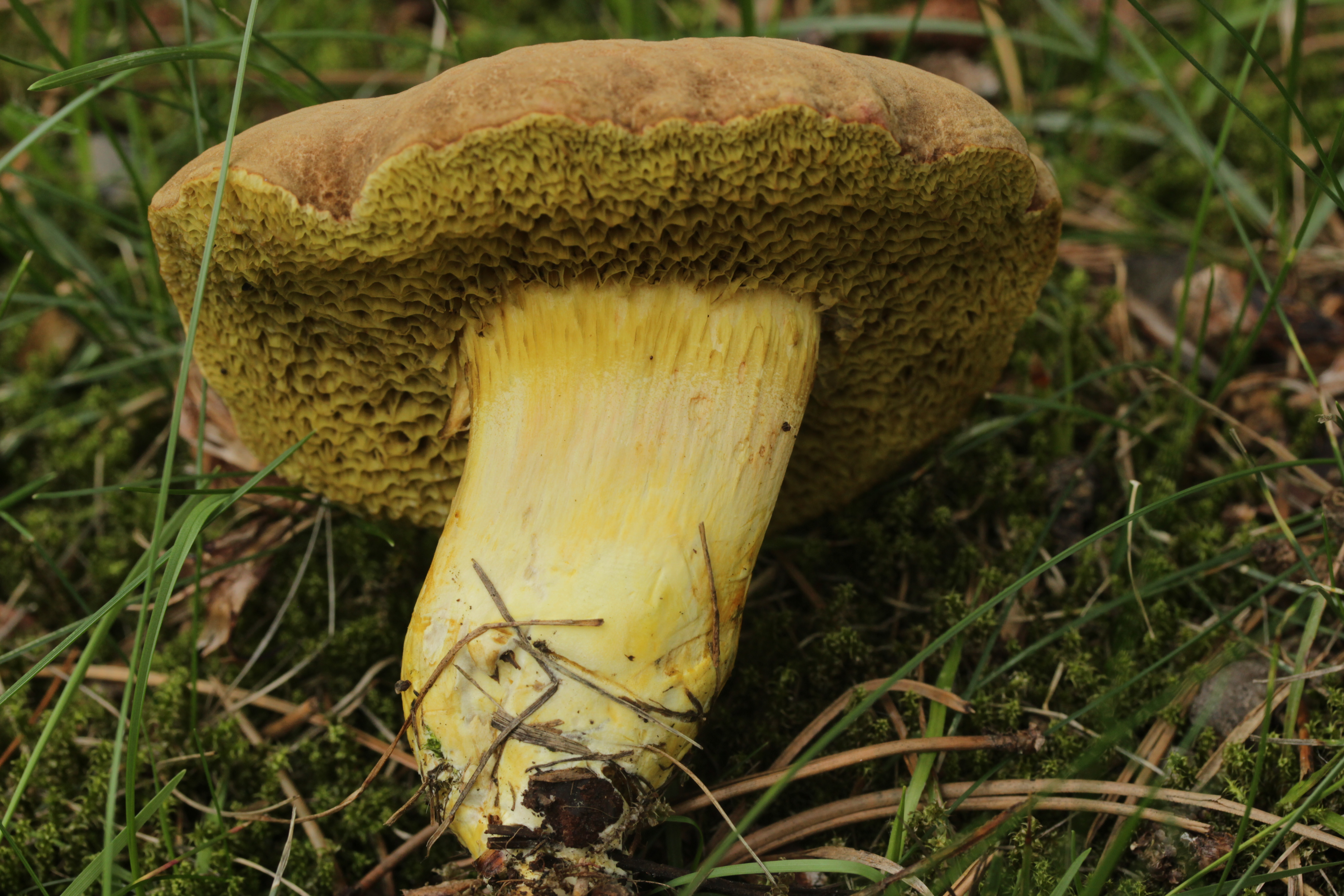
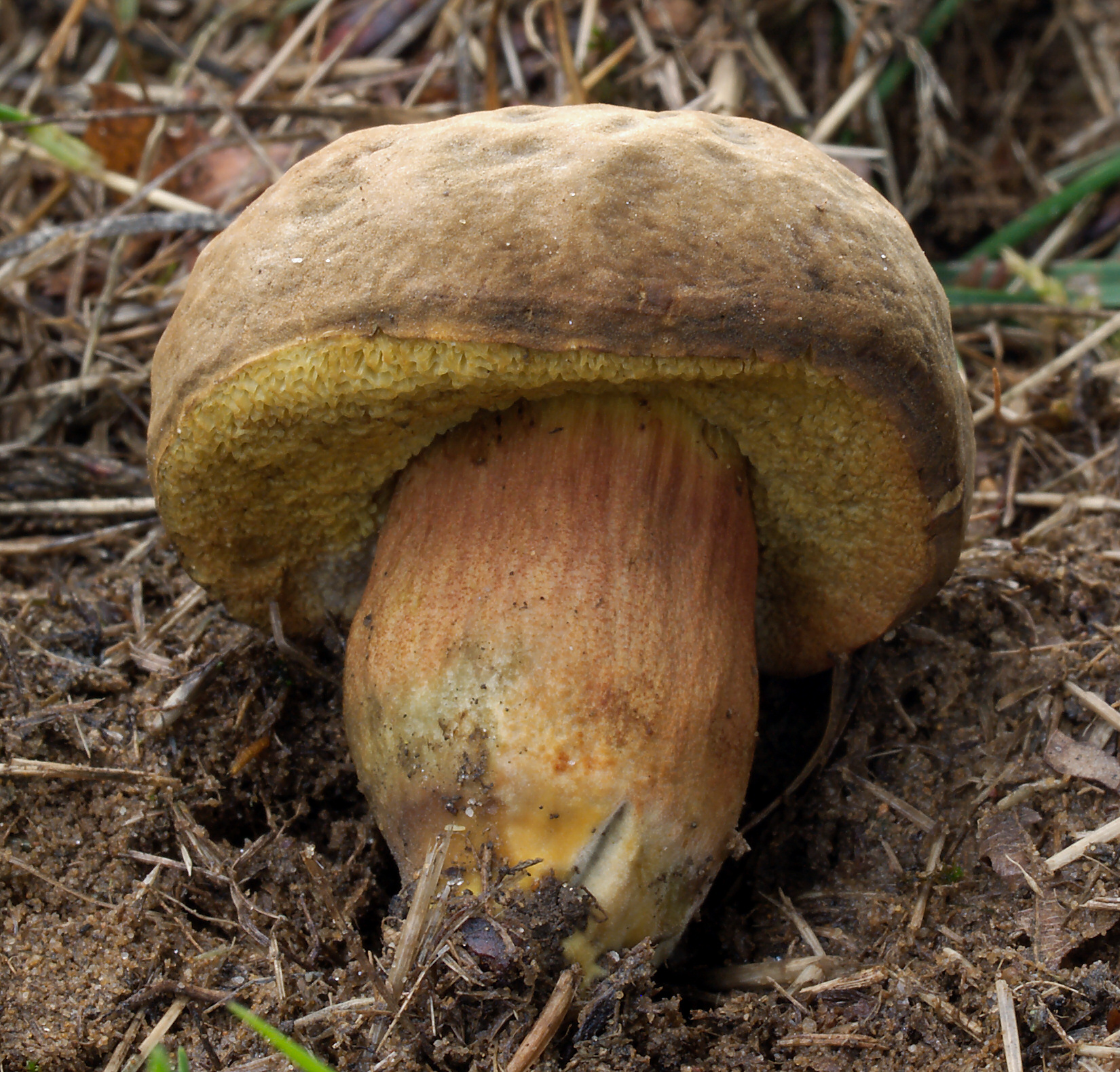
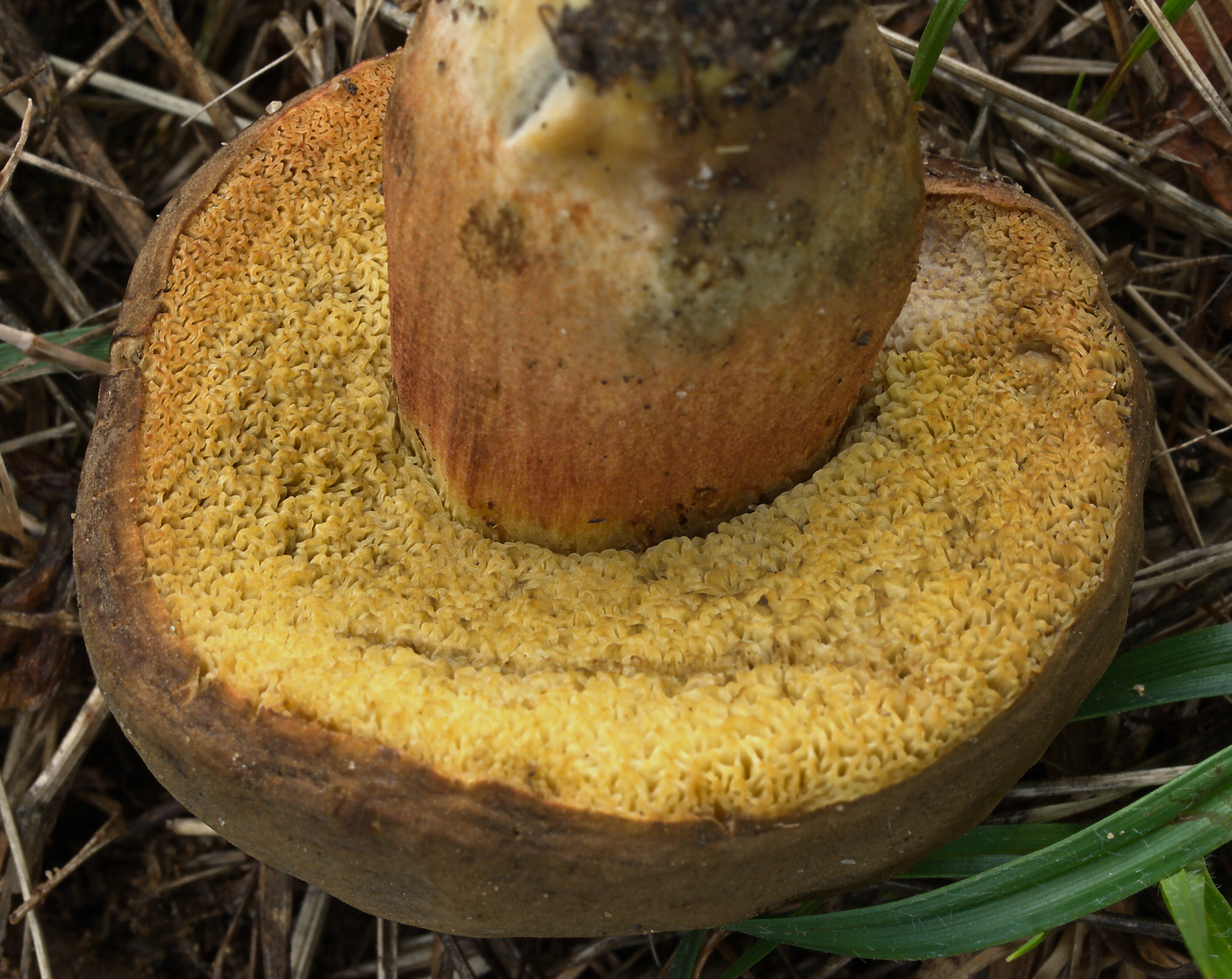
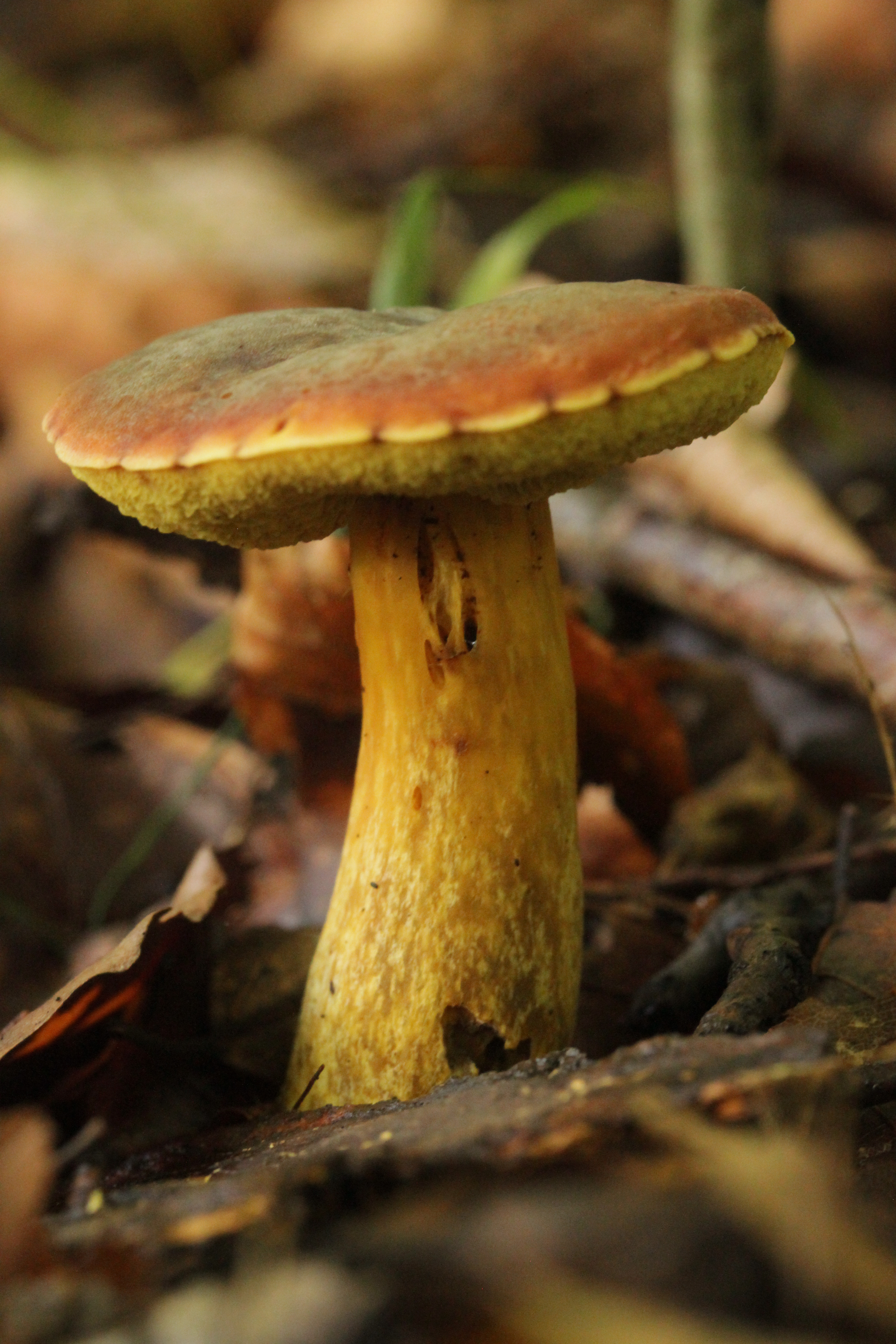
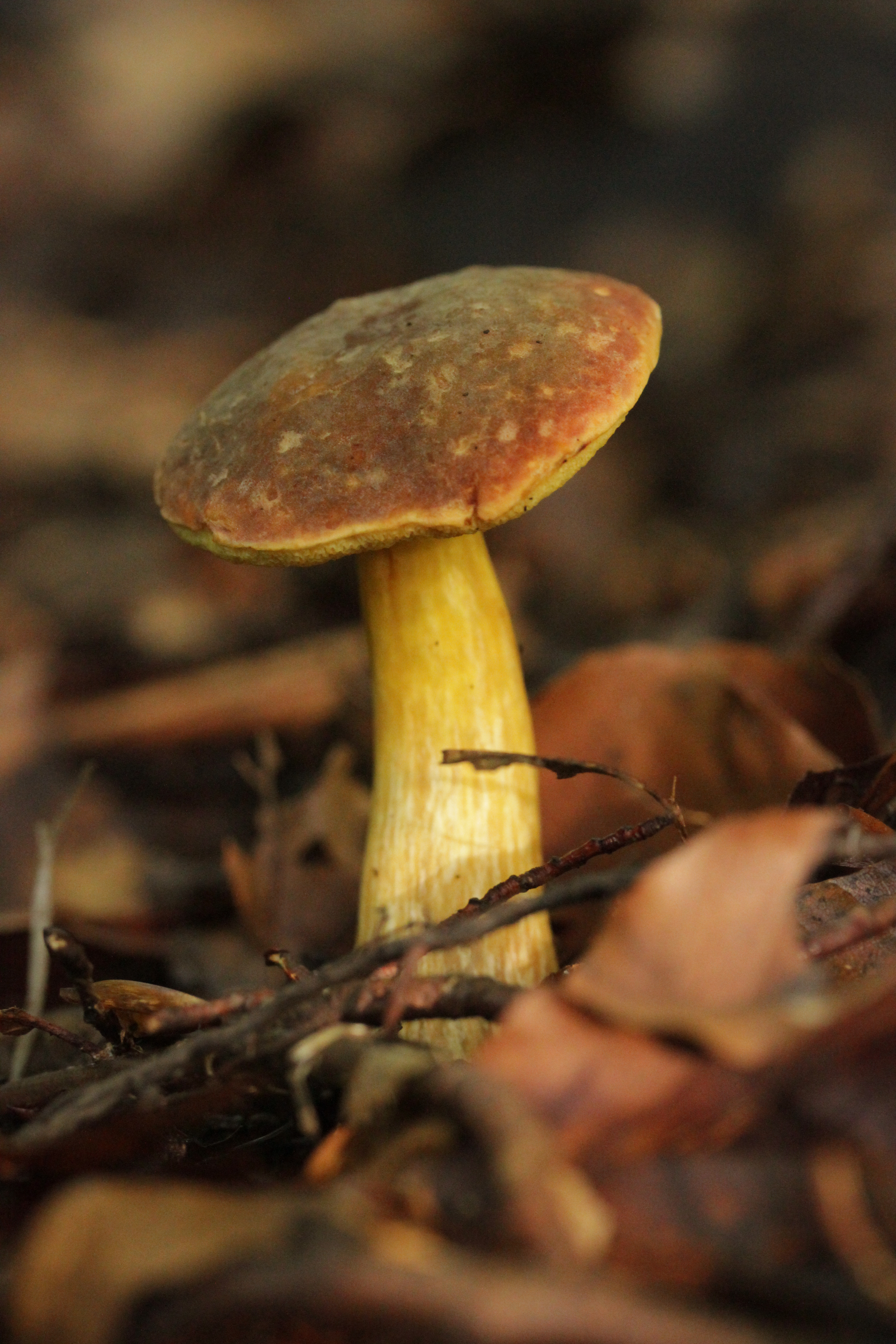
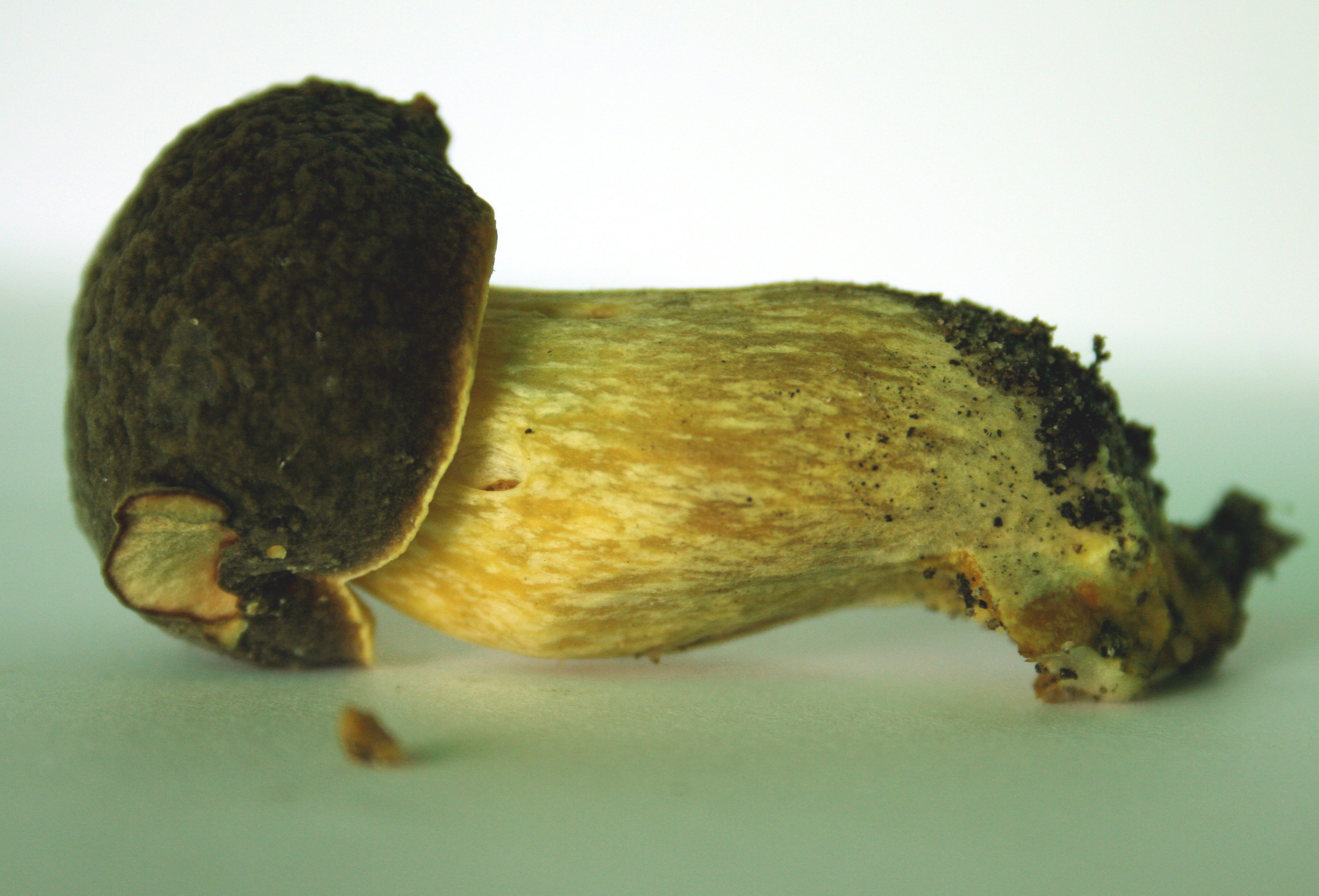
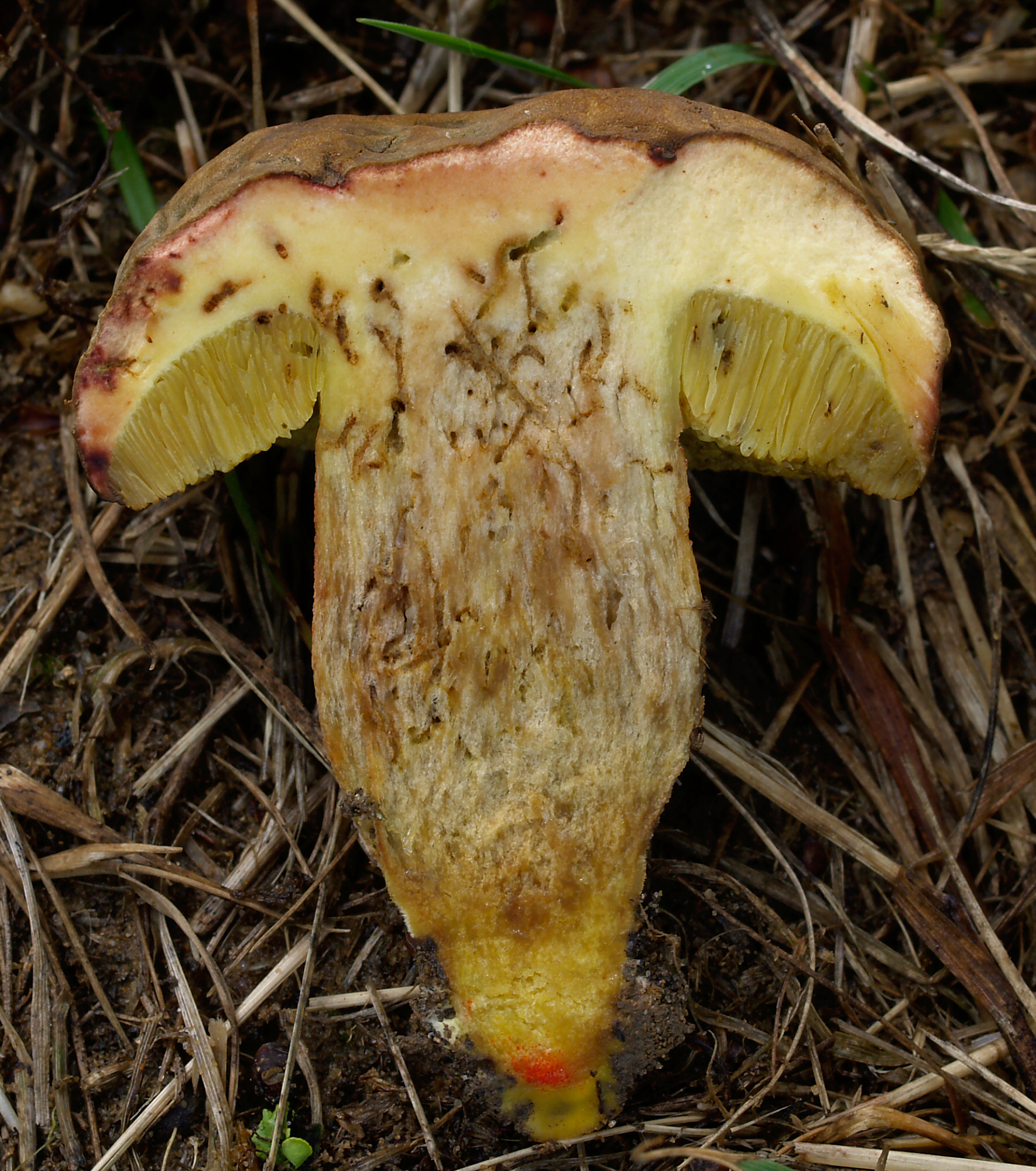
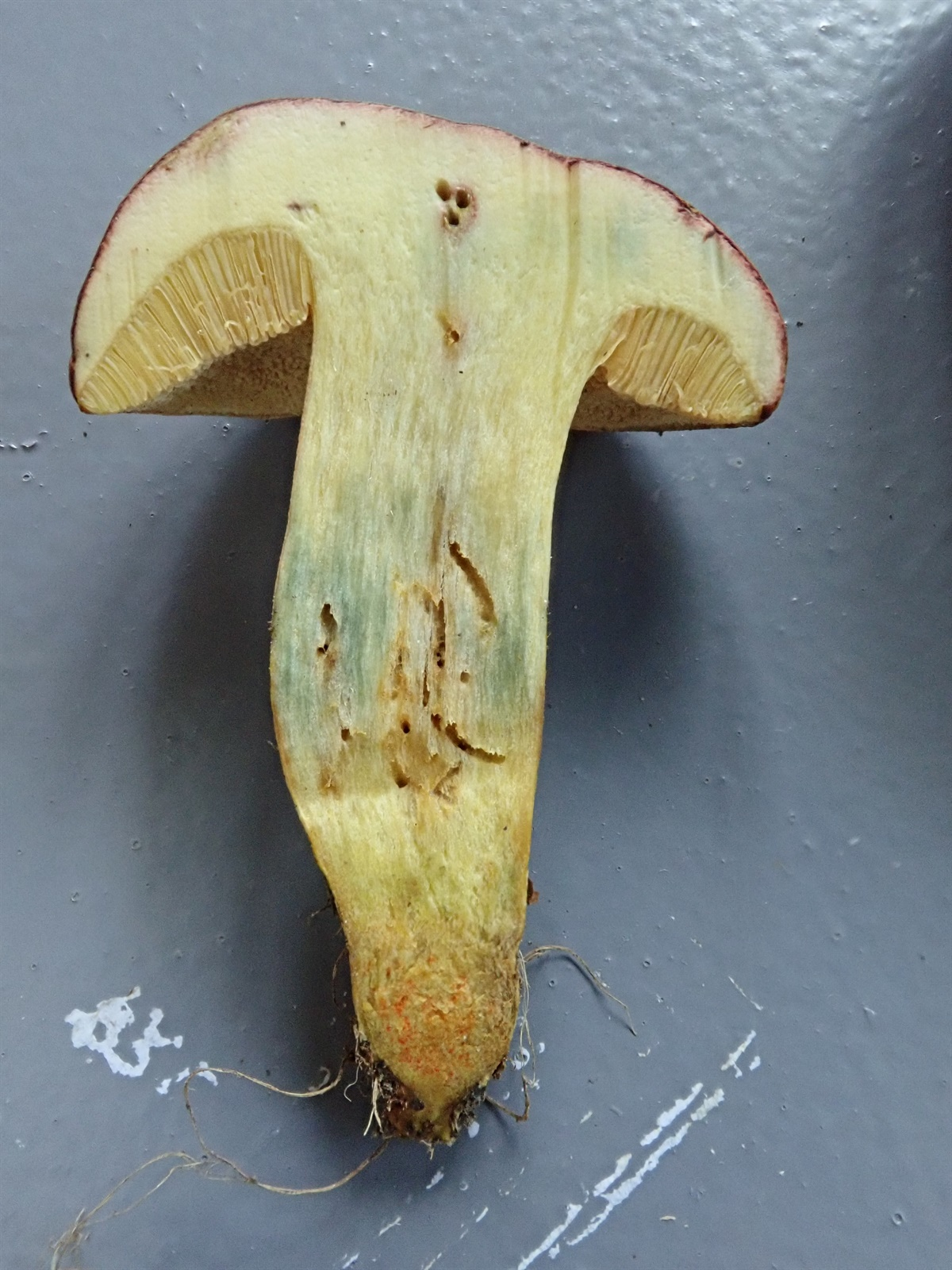
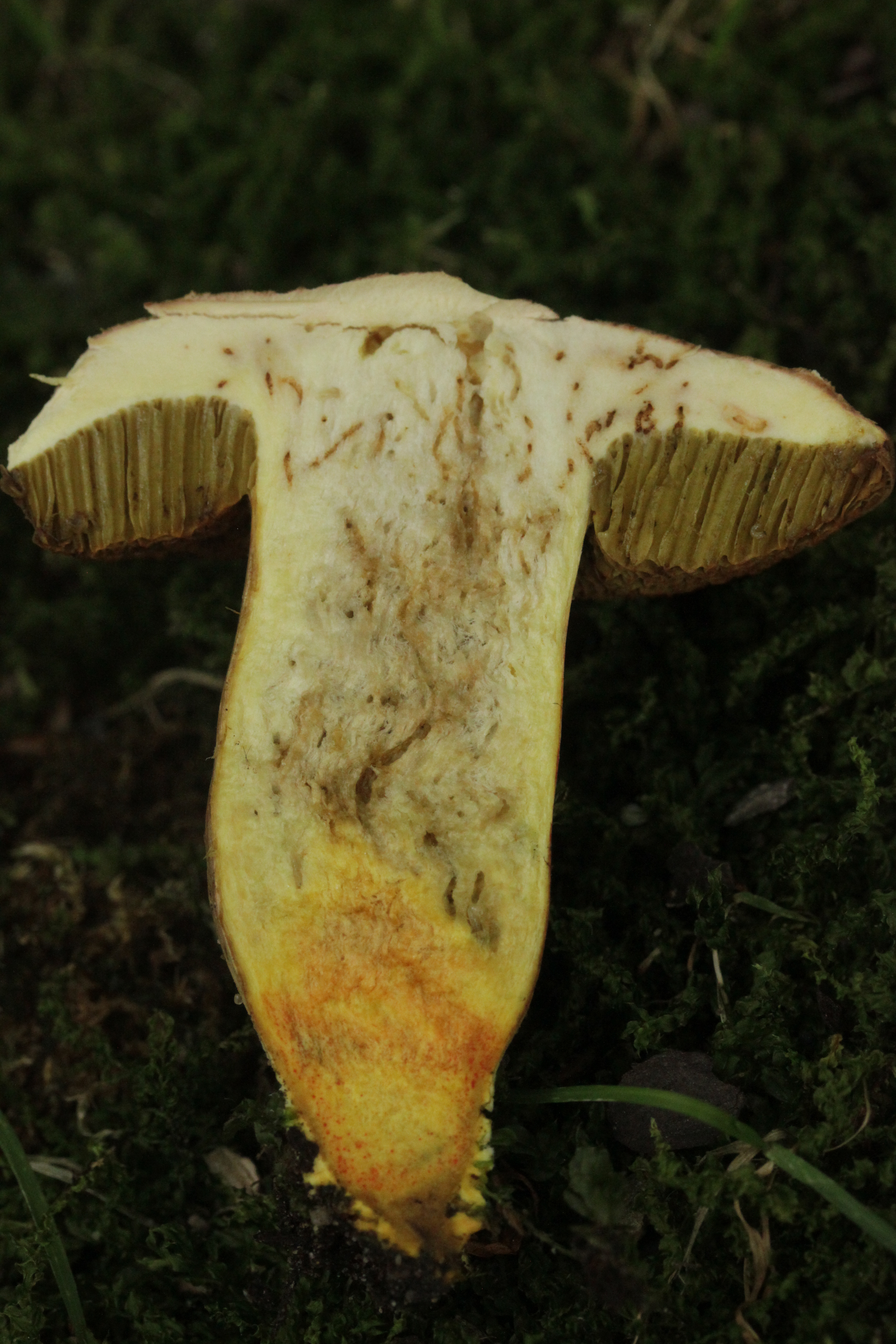
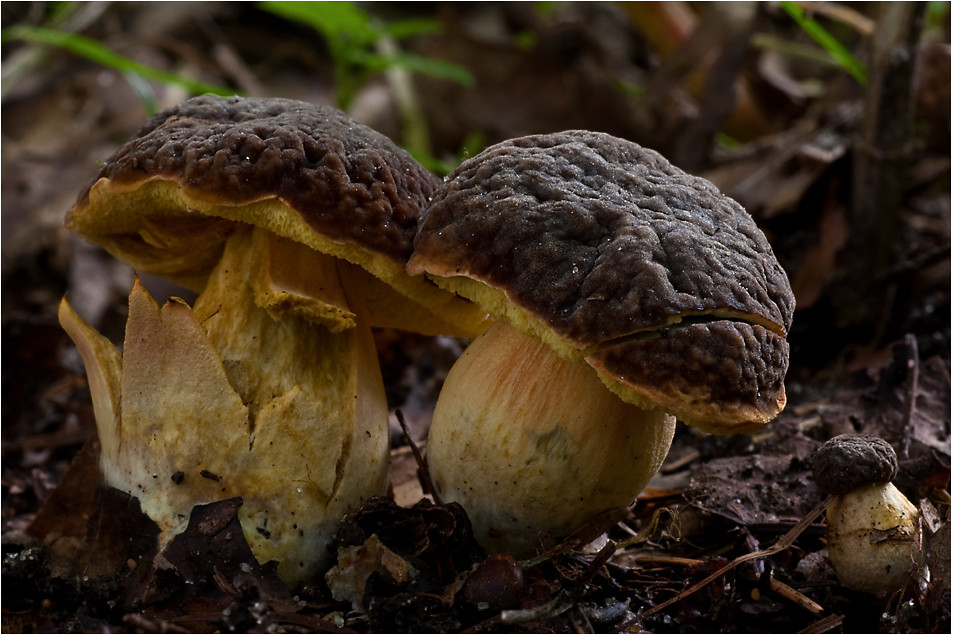
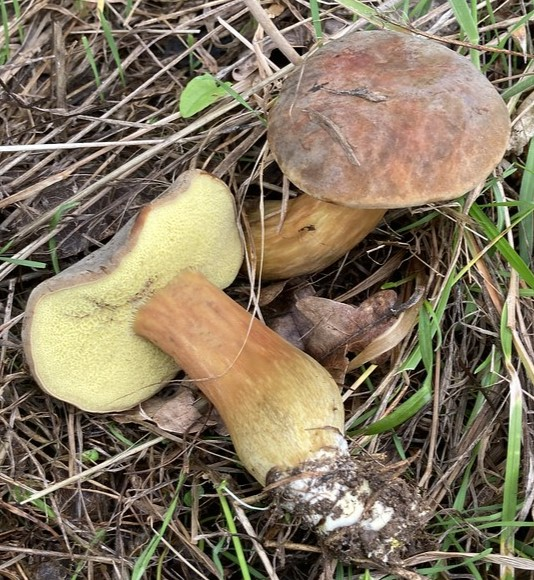
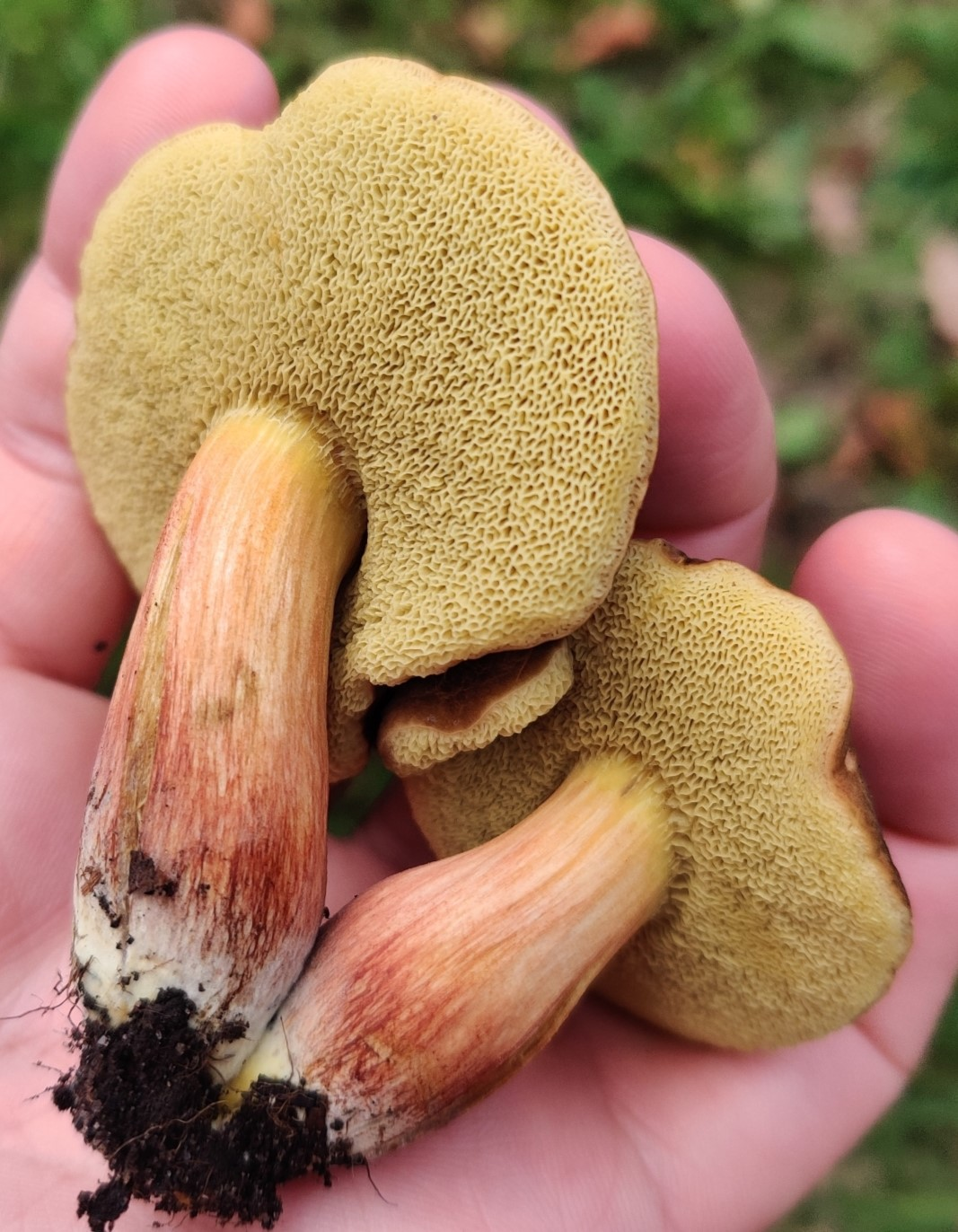
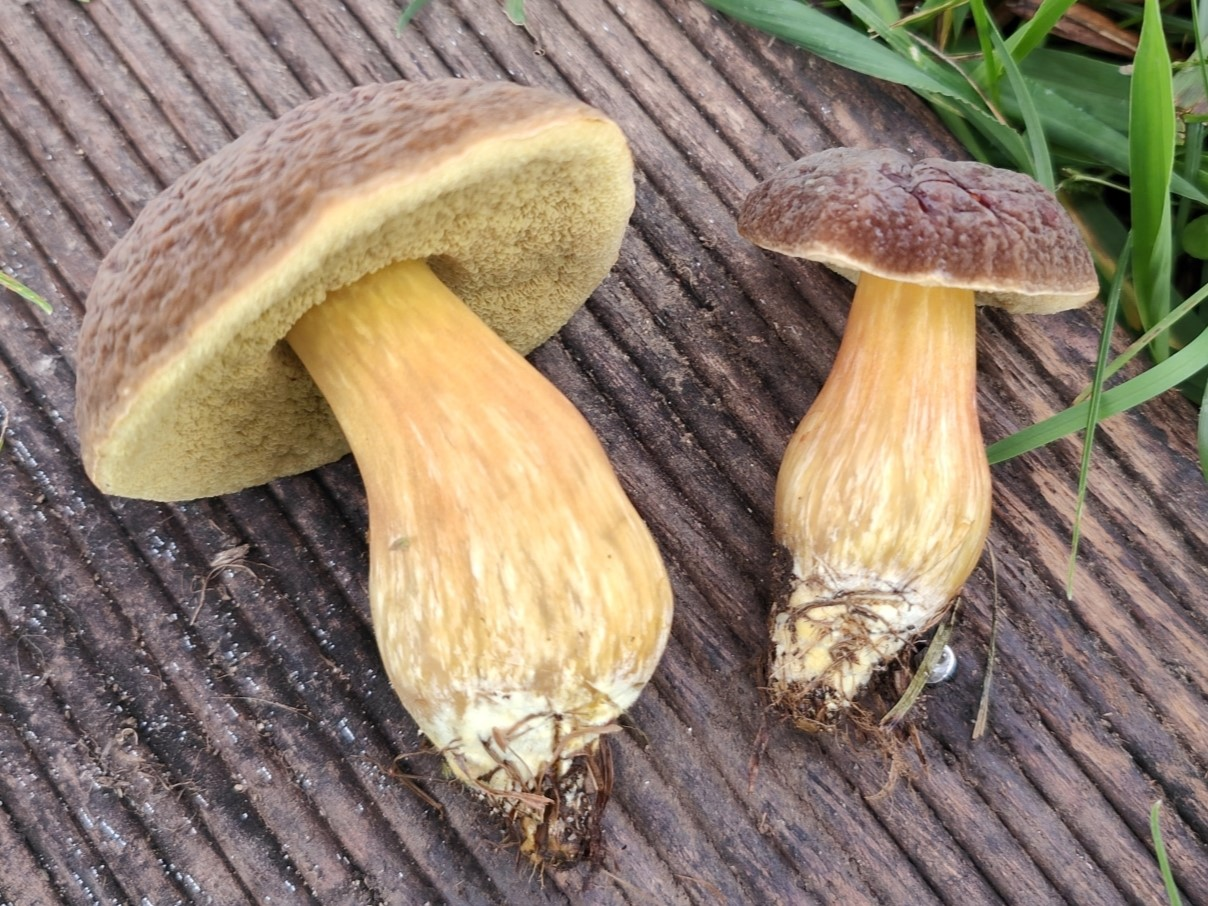
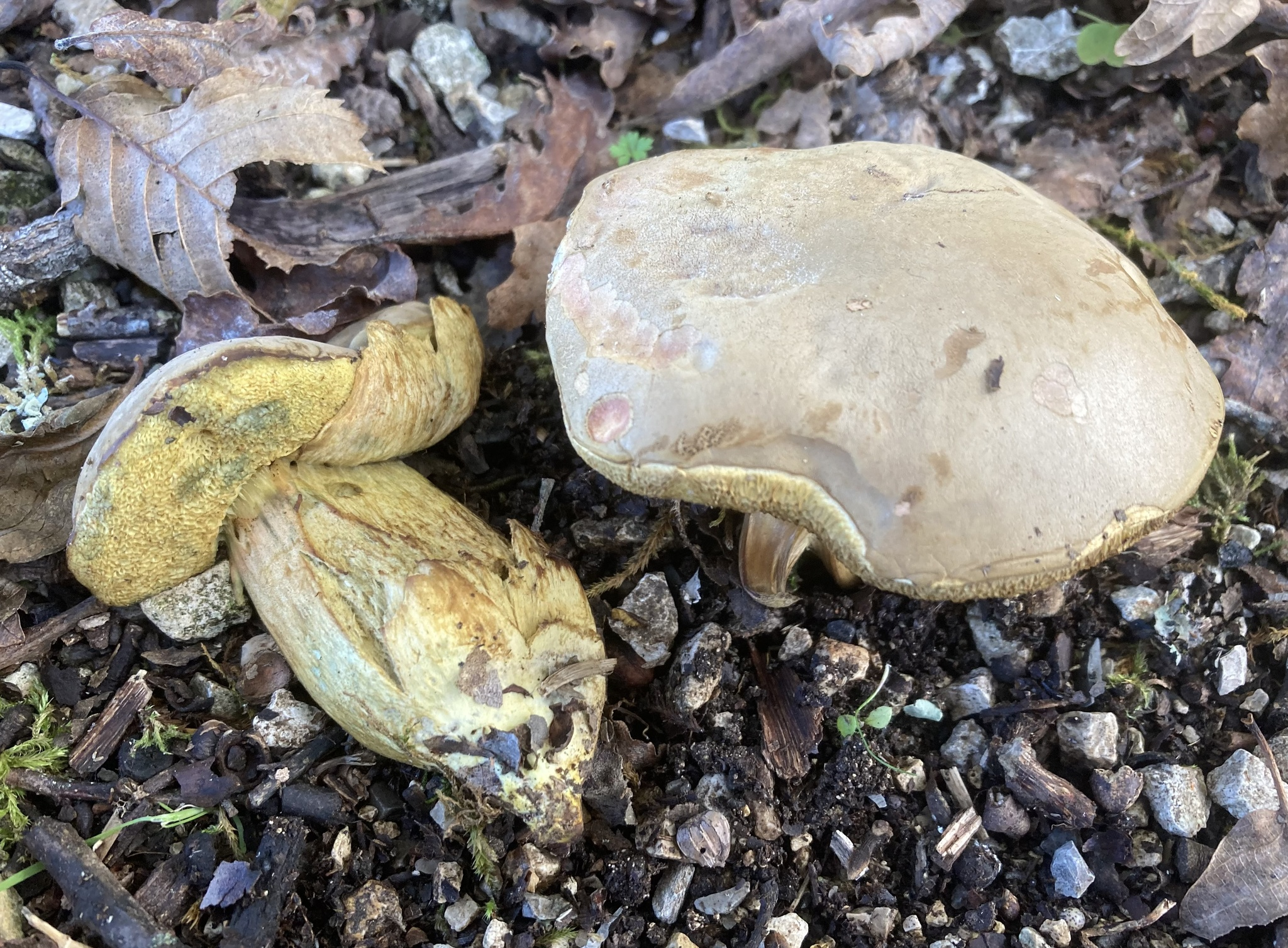
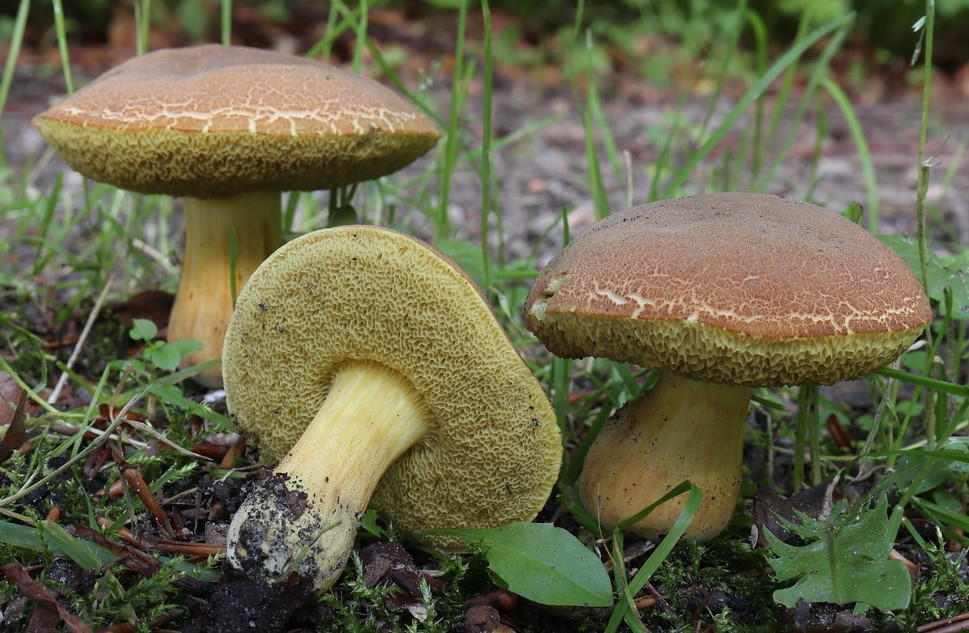
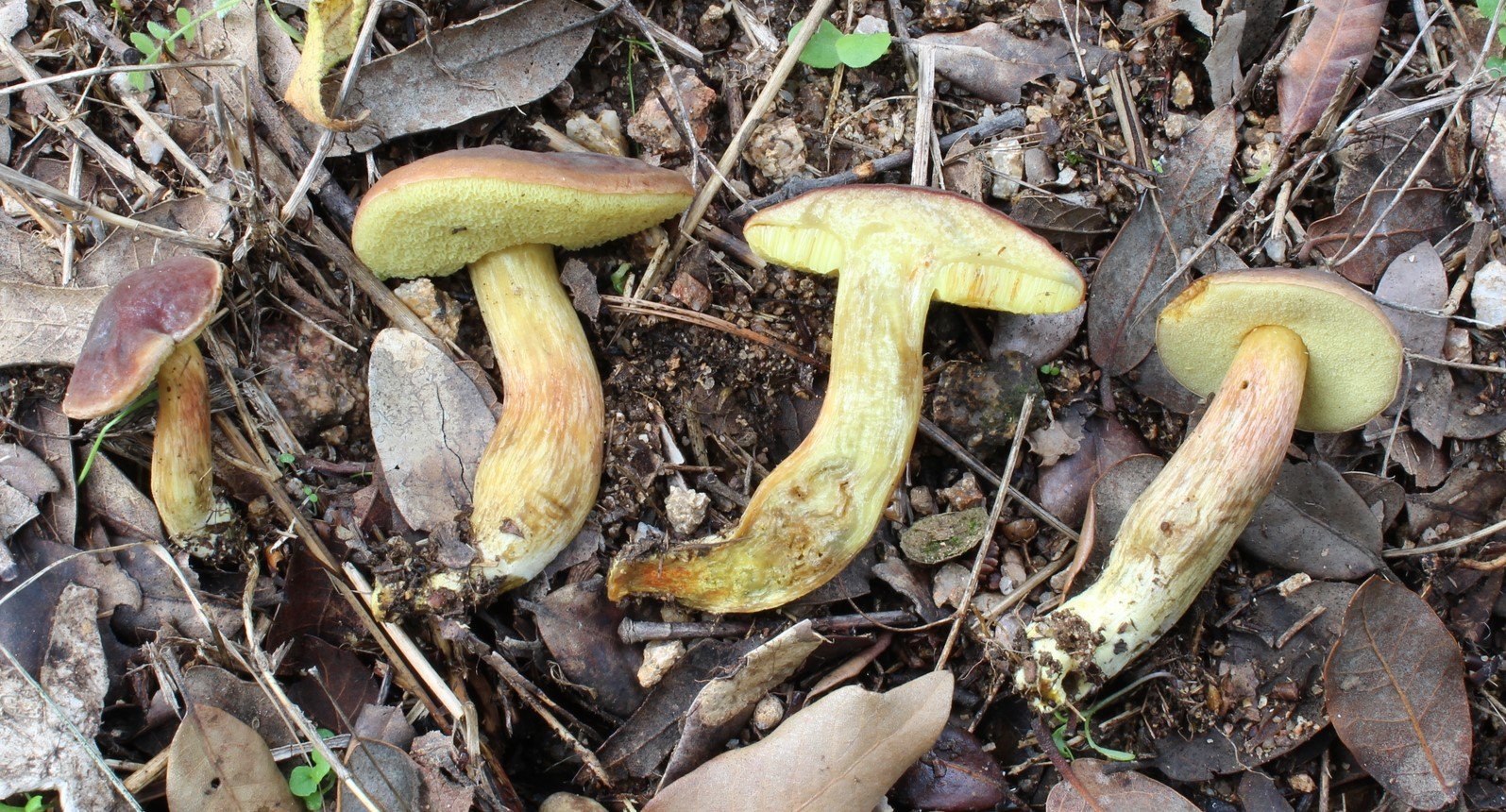
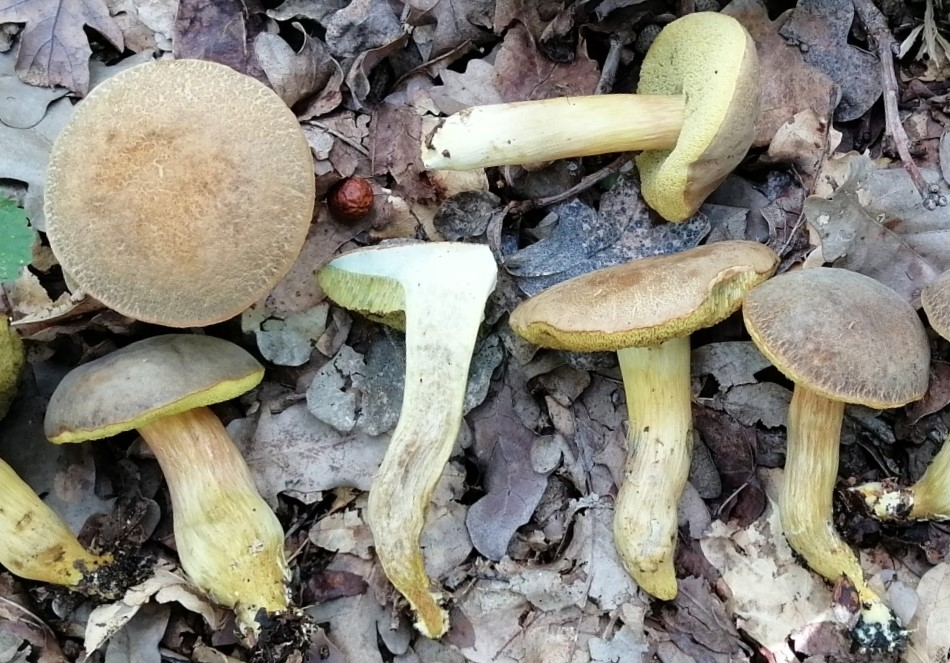

## Habitat et distribution
Il s'agit un champignon ectomycorhizien, poussant en Europe sous différents feuillus, surtout chêne (Quercus), mais aussi tilleuls (Tilita), noisetiers (Corylus), etc. Il est commun dans les zones herbeuses, les jardins, les parcs urbains, les clairières, les bords de route et les forêts en automne, parfois en été lorsque les conditions sont favorables,.

## Statut de conservation

### Régional
- Franche-Comté : classement de cette espèce en catégorie NT (Quasi menacée) au niveau régional[7].

## Comestibilité
Comme tous les Xerocomus au sens large, c'est une espèce d'intérêt culinaire donné comme moyen de par sa saveur peu prononcée. Elle est comestible après cuisson, de préférence en retirant le pied et en privilégiant les jeunes spécimens fermes dont les tubes ne sont pas très développés. C'est une espèce consommée occasionellement . Cette espèce, venant souvent dans les jardins et les parcs, doit éviter d'être consommée si le milieu de récolte est trop urbain, les sporophores absorbant les polluants et les métaux lourds du sol s'il y en a.

## Confusions possibles
Le Bolet commun est à comparer avec les espèces suivantes :
- Le Bolet chamois (Hortiboletus bubalinus), ressemble beaucoup au Bolet commun, mais il n'a typiquement pas de picotements orangés à la base de la chair de son pied à la coupe, son chapeau est plus pâle vers les bords, sa chair sous-cuticulaire est rose et sa chair bleuit à la coupe au-dessus des tubes. Ce dernier vient surtout sous Peuplier. Sans intérêt alimentaire.
- Le Bolet framboise (Hortiboletus rubellus), peut ressembler au Bolet commun lorsque ce dernier affiche des tons rougeâtres sur son chapeau. Le Bolet framboise présente lui aussi des picotements orangés dans la chair de la base de son pied à la coupe. Cependant, le chapeau du Bolet commun n'est jamais aussi franchement rouge. Comestible.
- Le Bolet subtomenteux (Xerocomus subtomentosus), peut aussi lui ressembler, mais ce dernier vient plutôt en forêt. De plus, sa chair ne présente pas de picotements orangés. À la coupe, la chair de la moitié inférieure de son pied est rosée. Comestible.
- Le Bolet pruineux (Xerocomellus pruinatus), peut extérieurement lui ressembler, rappelant notamment l'aspect du Bolet commun lorsqu'il est encore jeune avec un chapeau très sombre, souvent ridé et pruineux. Cependant, le Bolet pruineux n'a pas de picotements orangés dans la chair de sa base du pied, il a une chair jaunâtre uniforme qui bleuit lentement, et lui aussi vient plutôt en forêt. Comestible.
- Les Cèpes (B. edulis, B. aereus, B. pinophilus, B. aestivalis) pourrait éventuellement rappeler l'apparence du Bolet commun lorsqu'il est trapu, mais sa taille bien plus petite, ses pores jaunâtres et l'absence de réseau sur son pied font très facilement la différence. Comestibles réputés.